# Piotr Rehbinder
Piotr Alexandrovitch Rehbinder (em russo: Петр Александрович Ребиндер), nascido em 3 de outubro de 1898 em São Petersburgo e falecido em 12 de julho de 1972 em Moscou, foi um físico e químico soviético, membro da Academia de Ciências da Rússia a partir de 1946 e Herói do Trabalho Socialista desde 1968.

## Biografia
Piotr Rehbinder nasceu na capital do Império Russo em uma ramificação da família von Rehbinder, uma família da nobreza Germano-bálticos russificada. Ele se formou em 1924 na faculdade de física e matemática da MGOu e tornou-se professor em 1929 em Moscou no Instituto Pedagógico Liebknecht. Foi nomeado membro correspondente da academia de ciências da URSS em 1933, no campo da matemática e das ciências exatas. Ele dirigiu um laboratório de pesquisa de 1934 até sua morte, bem como um departamento de dispersão química, chamado Instituto Coloidal-Eletroquímico, renomeado em 1945 como Instituto de Química Física. Rehbinder foi nomeado professor da cátedra de química coloidal na Universidade de Moscou em 1942. Tornou-se acadêmico em 30 de novembro de 1946. Em 1958, ele fundou o conselho científico da academia de ciências especializado em química coloidal e mecânica físico-química. Ele se tornou presidente do comitê nacional da URSS junto ao comitê internacional de substâncias químicas de superfície ativa em 1967 e, no ano seguinte, foi editor-chefe da revista de química coloidal.
Piotr Rehbinder é autor de mais de quinhentos trabalhos, tanto teóricos quanto aplicados. Em 1928, ele descobriu o "efeito Rehbinder" na adsorção de materiais em mecânica físico-química. Ele também era um apaixonado filatelista e foi responsável pela exposição internacional de filatelia em 1957 em Moscou; ele fazia parte do comitê editorial da revista Filatelia da URSS, criada em 1966. Um selo soviético foi dedicado a ele no septuagésimo quinto aniversário de seu nascimento.